# Aeropuerto Internacional de Piarco
El Aeropuerto Internacional de Piarco (IATA: POS, OACI: TTPP),  aeropuerto principal de Trinidad y Tobago, está localizado en Piarco, al norte de Trinidad, aproximadamente 25 km al este de la capital, Puerto España. Crown Point es el otro aeropuerto internacional del país, situado en la isla de Tobago.

## Descripción
El aeropuerto de Piarco está considerado como uno de los aeropuertos más modernos del Caribe. Fue inaugurado el 8 de enero de 1931, para servir a la "Compagnie Generale Aeropostale" de Venezuela. Antes de esto, se utilizaban la Sabana de Parque de la Reina, el Campo de Mucarapo, y el Puerto de Cocorite (para hidroaviones). En 2001 se completó la ampliación del aeródromo con una nueva terminal, y pistas de rodaje de alta velocidad. Las antiguas instalaciones se destinaron para terminal de carga. Este aeropuerto es el centro de conexión primario para viajeros procedentes de Guyana y base de Caribbean Airlines.

### Instalaciones
La terminal de pasajeros de 35,964 metros cuadrados (380,000 pies cuadrados), con aire acondicionado, es un edificio libre de humo de tabaco y dispone de 82 mostradores de venta de boletos que funcionan bajo el sistema C.U.T.E. de fibra óptica del SITA, por encima de las recomendaciones de OACI Y IATA. También dispone de un sistema de información de vuelos y de equipajes. Tiene capacidad para gestionar un tráfico en horas punta de 1.500 pasajeros.
Tiene un total de 14 puertas de segundo grado para vuelos internacionales y dos accesos de tierra para vuelos domésticos. El diseño general del edificio consta de tres elementos de una sola planta en forma de "Y": una estructura  con un centro comercial de tiendas libres de impuestos y dos elementos más a ambos lados, en cuya confluencia se dispone una gran cúpula central acristalada.

## Aerolíneas y destinos

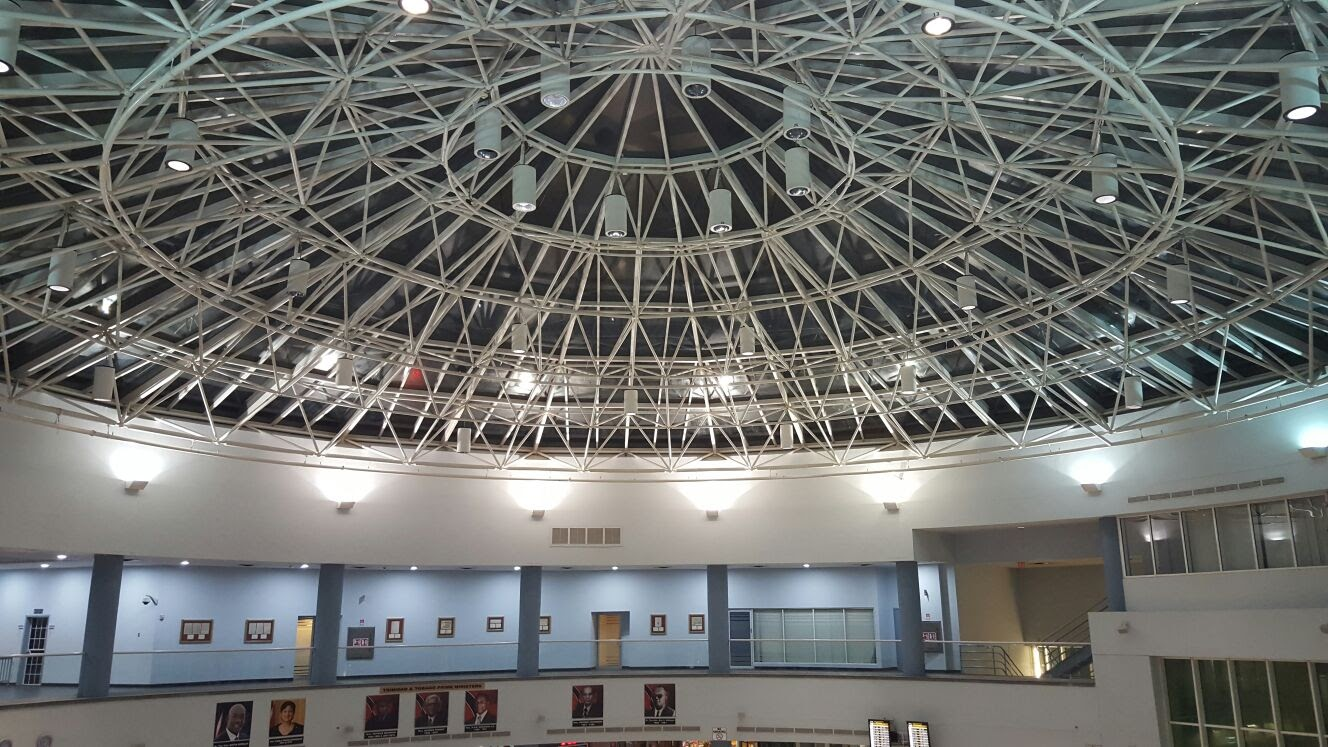
Atrio principal.

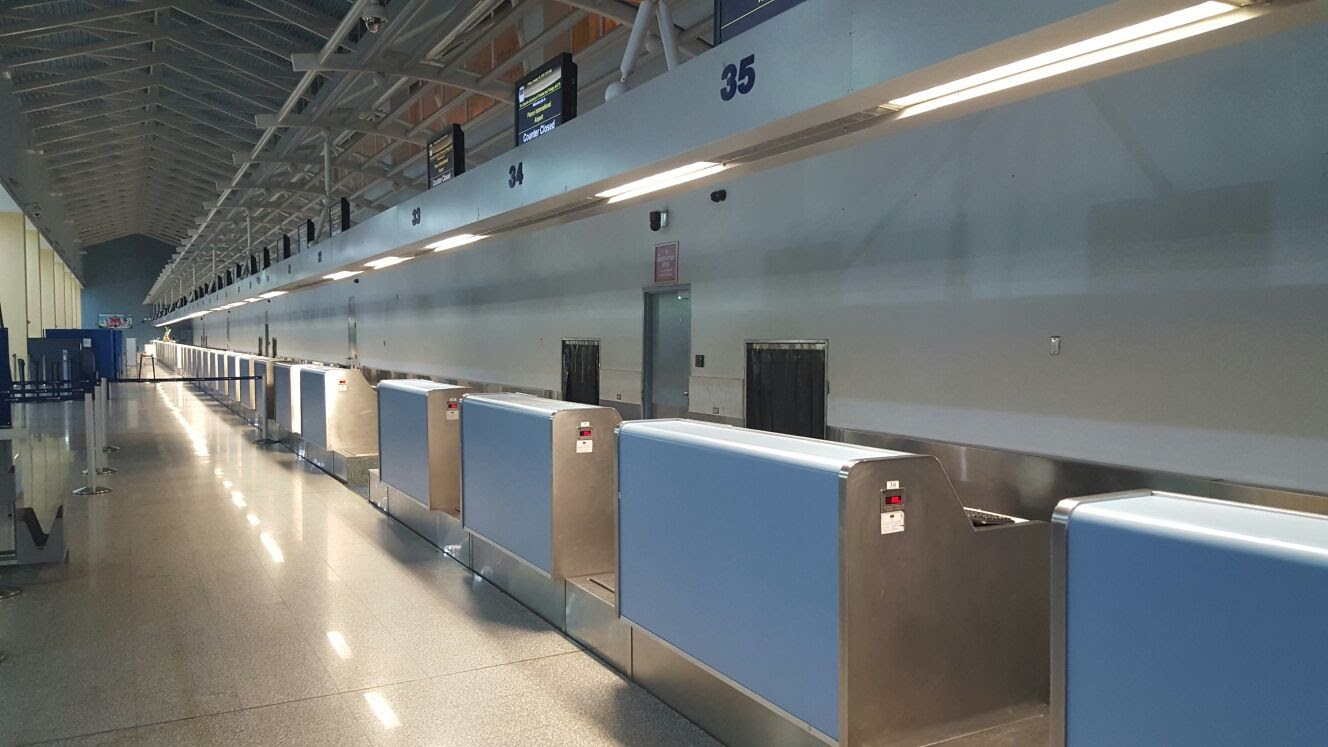
Mostradores de documentación.

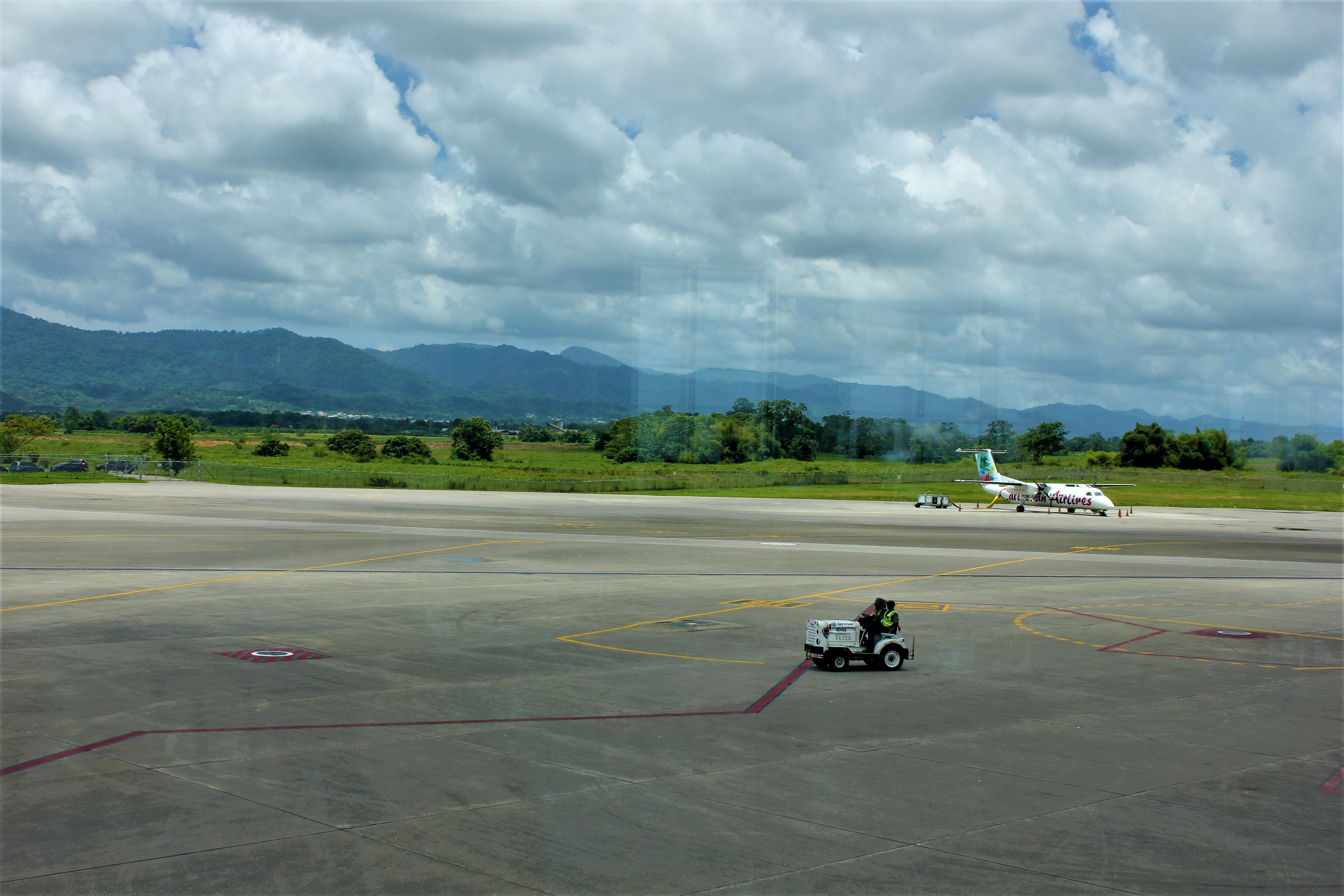
Plataforma principal del aeropuerto.

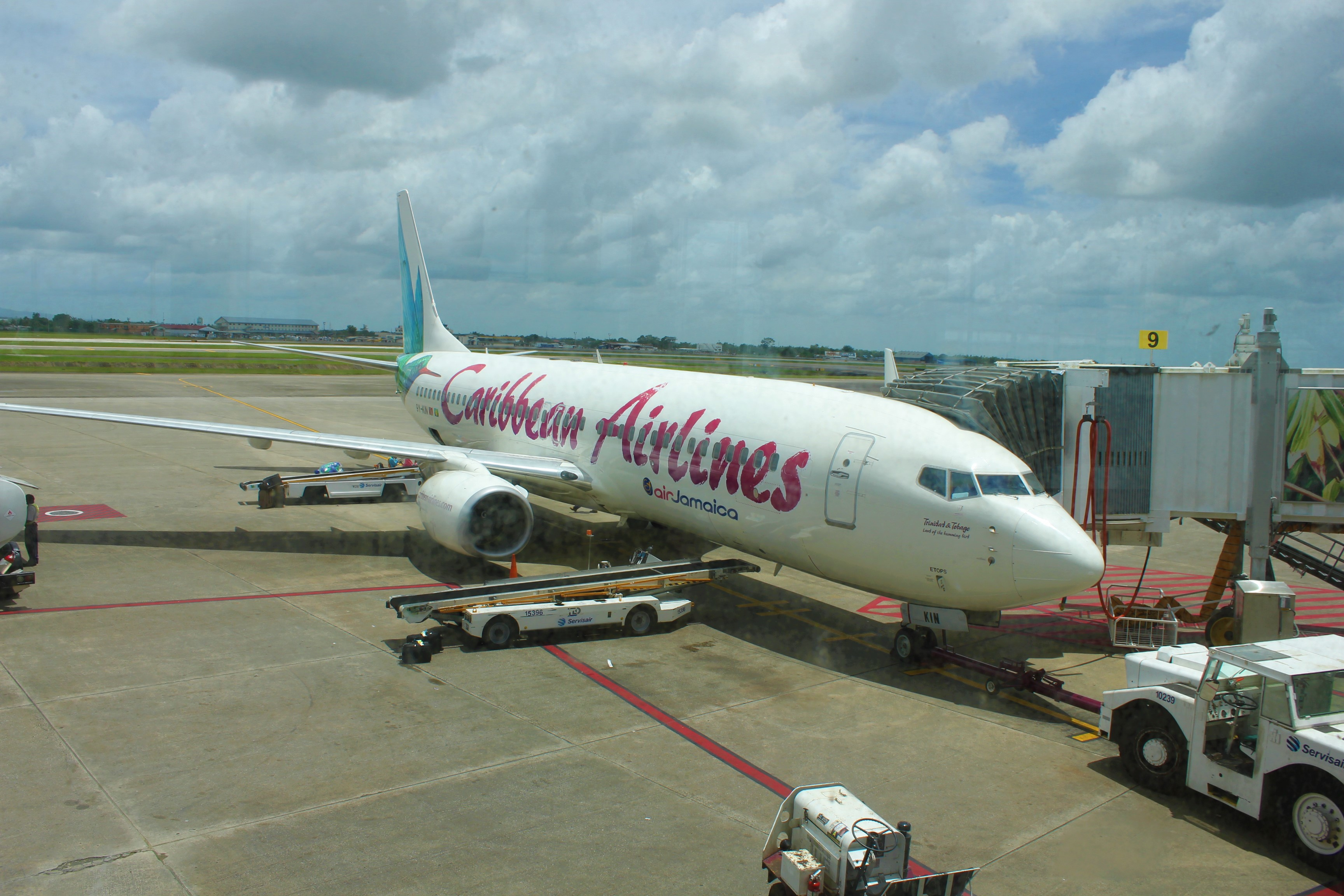
Avión de Caribbean Airlines en el aeropuerto.

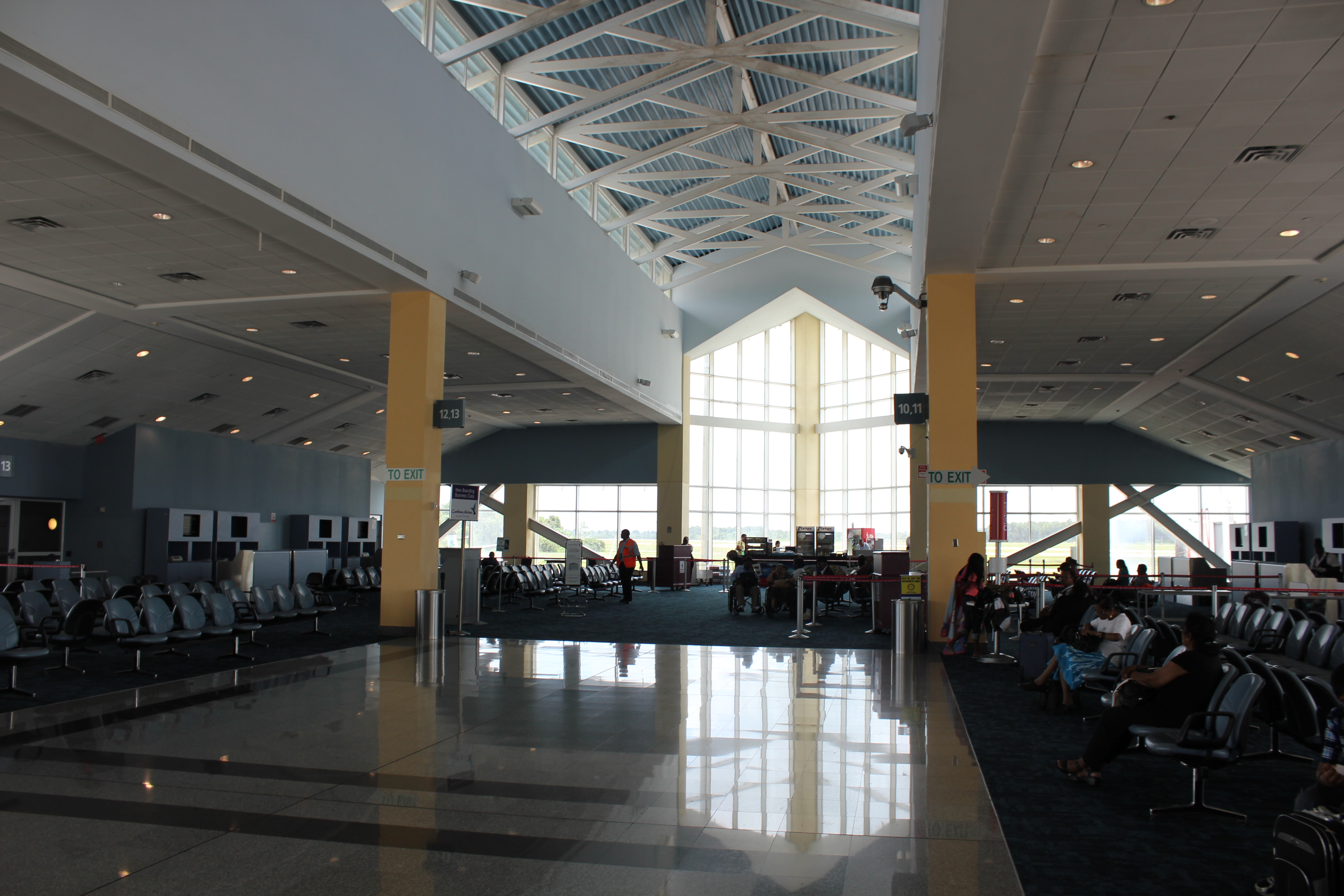
Salas de última espera del aeropuerto.

### Pasajeros
| Aerolíneas         | Destinos |
| ------------------ | --- |
| Air Canada         | Toronto–Pearson |
| American Airlines  | Miami |
| British Airways    | Londres–Gatwick |
| Caribbean Airlines | Antigua, Barbados, Caracas, Castries, Curazao, Dominica–Douglas-Charles, Fort-de-France, Fort Lauderdale, Georgetown–Cheddi Jagan, Georgetown–Correia, Granada, Kingston–Norman Manley, La Habana, Miami, Nasaú, Nueva York–JFK, Orlando, Paramaribo, Pointe-à-Pitre San Cristóbal y Nieves, San Martín, San Vicente–Argyle, San Juan, Tobago, Toronto–Pearson, Tórtola |
| Copa Airlines      | Ciudad de Panamá–Tocumen |
| JetBlue Airways    | Nueva York–JFK |
| KLM                | Ámsterdam |
| LIAT20             | Antigua |
| Rutaca Airlines    | Caracas, Porlamar |
| United Airlines    | Houston–Intercontinental Estacional: Newark |

Notas
1. ↑  Caribbean Airlines opera entre Nasaú y Puerto España, pero el vuelo hace una escala intermedia en Kingston.
2. ↑  Caribbean Airlines opera entre Guadalupe y Puerto España, pero el vuelo hace una escala intermedia en Barbados o Dominica y Santa Lucía.
3. ↑  Caribbean Airlines opera entre San Cristóbal y Puerto España, pero el vuelo hace una escala intermedia en Antigua o Barbados.
4. ↑  Caribbean Airlines opera entre Tórtola y Puerto España, pero el vuelo hace una escala intermedia en Antigua o Barbados.
5. ↑  KLM opera un vuelo sin escalas desde Puerto España a Ámsterdam, pero el vuelo de Ámsterdam a Puerto España hace una escala intermedia en San Martín.
6. ↑  Rutaca Airlines opera entre Puerto España y Caracas, pero el vuelo hace una escala intermedia en Porlamar.

### Carga
| Aerolíneas             | Destinos                                             |
| ---------------------- | ---------------------------------------------------- |
| ABX Air                | Miami                                                |
| Amerijet International | Miami                                                |
| DHL Aero Expreso       | Barbados, Caracas, Curazao, Ciudad de Panamá–Tocumen |
| Mountain Air Cargo     | Aguadilla                                            |

### Destinos internacionales
| Canadá (1 destino, 2 aerolíneas)                      |                                                           |                                        |
| Toronto                                               | Aeropuerto Internacional Toronto Pearson                  | Air Canada / Caribbean Airlines        |
| Estados Unidos (6 destinos, 4 aerolíneas)             |                                                           |                                        |
| Fort Lauderdale                                       | Aeropuerto Internacional Fort Lauderdale-Hollywood        | Caribbean Airlines                     |
| Houston                                               | Aeropuerto Intercontinental George Bush                   | United Airlines                        |
| Miami                                                 | Aeropuerto Internacional de Miami                         | American Airlines / Caribbean Airlines |
| Newark                                                | Aeropuerto Internacional Libertad de Newark               | United Airlines (Estacional)           |
| Nueva York                                            | Aeropuerto Internacional John F. Kennedy                  | Caribbean Airlines / JetBlue Airways   |
| Orlando                                               | Aeropuerto Internacional de Orlando                       | Caribbean Airlines                     |
| Centroamérica y El Caribe                             |                                                           |                                        |
| Antigua y Barbuda (1 destino, 2 aerolíneas)           |                                                           |                                        |
| Saint John                                            | Aeropuerto Internacional V. C. Bird                       | Caribbean Airlines / LIAT20            |
| Bahamas (1 destino, 1 aerolínea)                      |                                                           |                                        |
| Nasáu                                                 | Aeropuerto Internacional Lynden Pindling                  | Caribbean Airlines                     |
| Barbados (1 destino, 1 aerolínea)                     |                                                           |                                        |
| Bridgetown                                            | Aeropuerto Internacional Grantley Adams                   | Caribbean Airlines                     |
| Cuba (1 destino, 1 aerolínea)                         |                                                           |                                        |
| La Habana                                             | Aeropuerto Internacional José Martí                       | Caribbean Airlines                     |
| Curazao (1 destino, 1 aerolínea)                      |                                                           |                                        |
| Willemstad                                            | Aeropuerto Internacional Hato                             | Caribbean Airlines                     |
| Dominica (1 destino, 1 aerolínea)                     |                                                           |                                        |
| Roseau                                                | Aeropuerto Douglas–Charles                                | Caribbean Airlines                     |
| Granada (1 destino, 1 aerolínea)                      |                                                           |                                        |
| Saint George                                          | Aeropuerto Internacional Maurice Bishop                   | Caribbean Airlines                     |
| Guadalupe (1 destino, 1 aerolínea)                    |                                                           |                                        |
| Pointe-à-Pitre                                        | Aeropuerto Internacional de Pointe-à-Pitre                | Caribbean Airlines                     |
| Islas Vírgenes Británicas (1 destino, 1 aerolínea)    |                                                           |                                        |
| Tórtola                                               | Aeropuerto Internacional Terrance B. Lettsome             | Caribbean Airlines                     |
| Jamaica (1 destino, 1 aerolínea)                      |                                                           |                                        |
| Kingston                                              | Aeropuerto Internacional Norman Manley                    | Caribbean Airlines                     |
| Martinica (1 destino, 1 aerolínea)                    |                                                           |                                        |
| Fort-de-France                                        | Aeropuerto Internacional de Martinica Aimé Césaire        | Caribbean Airlines                     |
| Panamá (1 destino, 1 aerolínea)                       |                                                           |                                        |
| Ciudad de Panamá                                      | Aeropuerto Internacional de Tocumen                       | Copa Airlines                          |
| San Cristóbal y Nieves (1 destino, 1 aerolínea)       |                                                           |                                        |
| Basseterre                                            | Aeropuerto Internacional Robert L. Bradshaw               | Caribbean Airlines                     |
| San Martín (1 destino, 1 aerolínea)                   |                                                           |                                        |
| Philipsburg                                           | Aeropuerto Internacional Princesa Juliana                 | Caribbean Airlines                     |
| San Vicente y las Granadinas (1 destino, 1 aerolínea) |                                                           |                                        |
| Kingstown                                             | Aeropuerto Internacional de Argyle                        | Caribbean Airlines                     |
| Santa Lucía (1 destino, 1 aerolínea)                  |                                                           |                                        |
| Castries                                              | Aeropuerto George F. L. Charles                           | Caribbean Airlines                     |
| Puerto Rico (1 destino, 1 aerolínea)                  |                                                           |                                        |
| San Juan                                              | Aeropuerto Internacional Luis Muñoz Marin                 | Caribbean Airlines                     |
| Trinidad y Tobago (1 destino, 1 aerolínea)            |                                                           |                                        |
| Tobago                                                | Aeropuerto Internacional Arturo Napoleón Raymond Robinson | Caribbean Airlines                     |
| Sudamérica                                            |                                                           |                                        |
| Guyana (2 destinos, 1 aerolínea)                      |                                                           |                                        |
| Georgetown                                            | Aeropuerto Internacional Cheddi Jagan                     | Caribbean Airlines                     |
| Georgetown                                            | Aeropuerto Internacional Eugene F. Correia - Ogle         | Caribbean Airlines                     |
| Surinam (1 destino, 1 aerolínea)                      |                                                           |                                        |
| Paramaribo                                            | Aeropuerto Internacional Johan Adolf Pengel               | Caribbean Airlines                     |
| Venezuela (2 destinos, 2 aerolíneas)                  |                                                           |                                        |
| Caracas                                               | Aeropuerto Internacional de Maiquetía Simón Bolívar       | Caribbean Airlines / Rutaca Airlines   |
| Porlamar                                              | Aeropuerto Internacional del Caribe Santiago Mariño       | Rutaca Airlines                        |
| Europa                                                |                                                           |                                        |
| Países Bajos (1 destino, 1 aerolínea)                 |                                                           |                                        |
| Ámsterdam                                             | Aeropuerto de Ámsterdam-Schiphol                          | KLM                                    |
| Reino Unido (1 destino, 1 aerolínea)                  |                                                           |                                        |
| Londres                                               | Aeropuerto de Londres-Gatwick                             | British Airways                        |
| Total: 32 destinos, 25 países, 10 aerolíneas          |                                                           |                                        |

## Carga/Mensajero
- Amerijet (Miami)
- Air of Flecha
- FedEx
- DHL
- Orinoquia Air Services c.a.
- Airborne Express
- ABX Air (Miami)
- CARGO THREE, INC. / PANAIR CARGO (Panamá)

## Pista de aterrizaje y despegue
El Aeropuerto Internacional de Piarco actualmente tiene 1 pista de aterrizaje y despegue (la número 10/28). La pista está equipada con iluminación. 

## La Torre de Control
La torre de control de nueve pisos para el control del tráfico aéreo, control de rampa y el control de movimiento de pista de aterrizaje y despegue.

## Provisiones/Equipo
- gasolina mil-l-5572f (PÚRPlE)
- gasolina mil-l-5572f (RED)
- gasolina para aviones ligeros (BLUE)

## Comunicaciones
- TWR
- RADIO
- DELANTAL
- GND
- ATIS
- APP
- ACC

## Navaids
Ayudas de navegación:  
- Nombre PIARCO * Tipo: VOR-DME * ID: PO * Canal: 116X * Frecuencia: 116.9 * Distancia de campo de aviación: 8.4 NM * Llevando de Navaid: 036.8
- Nombre PIARCO *Type: NDB *ID: TRI *Channel: - Frecuencia: 382 *Distancia de campo de aviación: 5.0 NM *Bearing de Navaid: 102.7

## Carga
- Instalaciones De carga:
- Bonded Depósito
- Health Funcionarios
- Securidad para Objetos de valor
- Express/Courier Centran
- Bonded - Gov't
- Carga que Maneja a Agentes:
- Piarco Air Services
- General Aviation Services Ltd

## Aeropuertos cercanos
Los aeropuertos más cercanos son:
- Aeropuerto de Crown Point (82km)
- Aeropuerto Internacional Maurice Bishop (163km)
- Aeropuerto General José Francisco Bermúdez (209km)
- Aeropuerto Internacional José Tadeo Monagas (219km)
- Aeropuerto de Canouan (233km)